# 엘렉트라 레코드
엘렉트라 레코드(Elektra Record)는 미국의 레코드 레이블으로, 워너 뮤직 그룹 소속이다.
2004년 애틀랜틱 레코드 그룹의 한 회사가 됐으며, 2009년 애틀랜틱 레코드의 자회사가 되었다.